# Lake City (Colorado)
Lake City es un pueblo ubicado en el condado de Hinsdale en el estado estadounidense de Colorado. Según el censo de 2020, tiene una población de 432 habitantes.
Es la sede del condado.
Está situado en las montañas de San Juan y toma su nombre del lago San Cristóbal, el segundo lago natural más grande del estado de Colorado.  

## Geografía
Lake City está ubicada en las coordenadas 38°1′18″N 107°18′39″O / 38.02167, -107.31083 (38.021605, -107.310706). Según la Oficina del Censo de los Estados Unidos, Lake City tiene una superficie total de 2.17 km², de la cual 2.14 km² corresponden a tierra firme y 0.03 km² es agua.

## Demografía
Según el censo de 2020, hay 432 personas residiendo en Lake City. La densidad de población es de 201,87 hab./km². El 89.6% de los habitantes son blancos, el 1.6% son afroamericanos, el 1.2% son amerindios, el 0.5% son asiáticos, el 0.2% es isleño del Pacífico y el 6.9% son de una mezcla de razas. Del total de la población, el 3.9% son hispanos o latinos de cualquier raza.

## Turismo
En la primera mitad del siglo XX, la base económica de Lake City pasó de la minería al turismo. La gente había reconocido los recursos paisajísticos y recreativos del área desde los primeros días. Sin embargo, la ubicación remota de Lake City había desanimado a los visitantes. El rústico Lake Shore Inn abrió en el lago San Cristóbal en 1917, marcando la era del turismo que ha continuado hasta el siglo XXI.
Alrededor de 1920, los visitantes comenzaron a llegar a Lake City en automóvil. Esta tendencia creció a medida que se desarrollaron carreteras hacia la ladera occidental de Colorado y se mejoraron las carreteras en el condado de Hinsdale. Los primeros turistas de automóviles se alojaban en los hoteles de la era minera. Desde la década de 1930 hasta la de 1960, aproximadamente media docena de alojamientos turísticos abrieron cada década en la zona.
Los alrededores montañosos de Lake City ofrecían una variedad de actividades recreativas al aire libre que incluían la navegación, el montañismo, la equitación, el senderismo, las tiendas de campaña y los picnics. Las montañas circundantes fueron cubiertas por caminos mineros abandonados que se convirtieron en senderos para caminatas, rutas para cabalgatas y, más tarde, caminos para jeeps.
En las décadas de 1930 y 1940, la ubicación aislada de Lake City y los edificios deteriorados dieron a los turistas y residentes de verano la sensación de escapar de la civilización. Como en otros pueblos de montaña aislados, el contrabando y los juegos de azar le dieron una aureola de pueblo sin ley. En 1949, un reportero del Denver Post habló de las numerosas máquinas tragamonedas de la ciudad: "Prácticamente todos los lugares de negocios en Lake City tienen una o más máquinas [...] La oficina de correos y la oficina telefónica son casi las únicas excepciones".
Hoy la localidad dispone de una variada oferta de hoteles de gama media, cabañas y campings, generalmente orientados al turismo de montañas. También existe una estación de esquí en la zona.

## Centro histórico de Lake City
El centro histórico de Lake City contiene una colección de edificios intactos asociados con el auge de 1875-1881, así como edificios construidos durante el segundo período de auge de la década de 1890. La ubicación remota de la ciudad y las décadas de declive económico ayudaron a conservar los edificios de la era minera, y la débil economía local desalentó la construcción nueva. Por lo tanto, Lake City evitó muchas de las "mejoras" modernas a los edificios históricos que a menudo ocurren en ciudades más prósperas. En 1978, el Distrito Histórico de Lake City fue incluido en el Registro Nacional de Lugares Históricos.